# オーフス・ライトレール
オーフス・ライトレール（デンマーク語: Aarhus Letbane）は、デンマークの都市・オーフスや近隣都市を結ぶ路面電車（ライトレール）。2017年に開通したデンマーク初のライトレールで、路線の大部分が既存の鉄道路線を転換している事からトラムトレインとして位置づけられる場合もある。2023年現在はケオリスによって列車の運営・施設の管理が行われている。

## 歴史
デンマークで第二の規模を有する都市・オーフスには、かつて1904年に開通した路面電車（オーフス市電）が存在したが、モータリーゼーションの進展の結果路線バスに置き換えられ1971年11月に廃止された。それ以降、同都市ではバスを含む自動車が交通の主力となったが、時代が経つにつれ渋滞の頻発が問題視されるようになった。加えて、オーフスはグレーノ（Grenaa）やオッダー（Odder）など周辺地域を含む大規模な都市圏の中心に存在しており、これらの地域との往来の利便性も求められるようになった。
そこで、オーフス市内における新たな路面電車（ライトレール）路線の建設に加え、各地域を結ぶ既存の鉄道路線を転換し路面電車と一体化して運営する案が2000年代初頭から検討され始め、2009年にデンマーク議会からオーフス全体の環境に配慮した交通計画の一環としてライトレールプロジェクトへの5億クローネの予算支出が決定した。そして2010年からプロジェクトの実行に向けた主要な調査が行われた後、2012年5月に建設が承認された。また、同年8月には路線建設に向けた特別目的会社のオーフス・レトバーン（Aarhus Letbane I/S）が沿線自治体の出資により設立されている。
「第1段階」（1. etape）と位置付けられた路線の建設工事は2014年から始まり、既存の路線の電化や一部の複線化、各駅のライトレールに適した改造といった整備に加え、オーフス市内中心部を経由する全長12 kmの複線区間の敷設も進められ、その過程には橋梁やトンネルの建設も含まれていた。これに伴い、ライトレールに転換されるオーフス近郊鉄道（オッダー線、グレーノ線）は2016年に営業運転を終了し、代行バスへ一時的に置き換えられた。建設費用はオーフス市やデンマーク政府、中央ユラン地域からの出資に加え、欧州投資銀行からの投資によって賄われた。
最初の路線となったオーフス中央駅（Aarhus H） - オーフス大学病院電停（Universitetshospital Station）間（新設区間）の開業年月は2017年9月23日を予定していたが、デンマーク政府当局からの安全認証が得られなかったため延期を余儀なくされ、実際に営業運転が始まったのは同年の12月21日となった。以降は順次延伸が行われ、2018年8月25日には新設区間のうちリスビャウ学校電停（Lisbjergskolen Station）まで向かう区間およびオッダー線を転換したオッダー方面の区間が開通し、翌2019年4月30日にグレーノ線を転換したグレーノ方面の路線および新設区間の残りの箇所が営業運転を開始した事により、第1段階・全長110 kmの全区間が完成した。

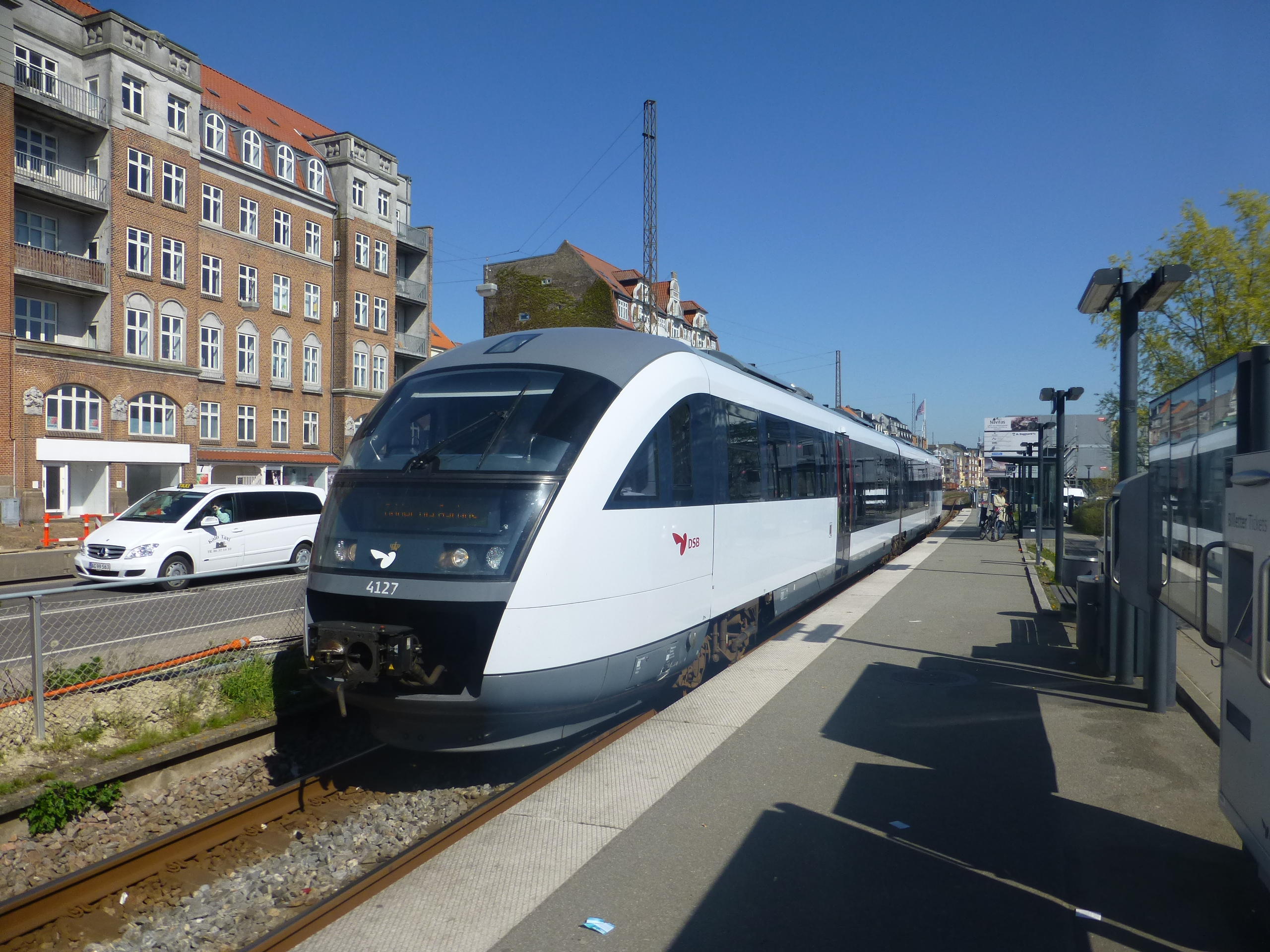
オーフス近郊鉄道の気動車列車はライトレールに置き換えられた（2014年撮影）
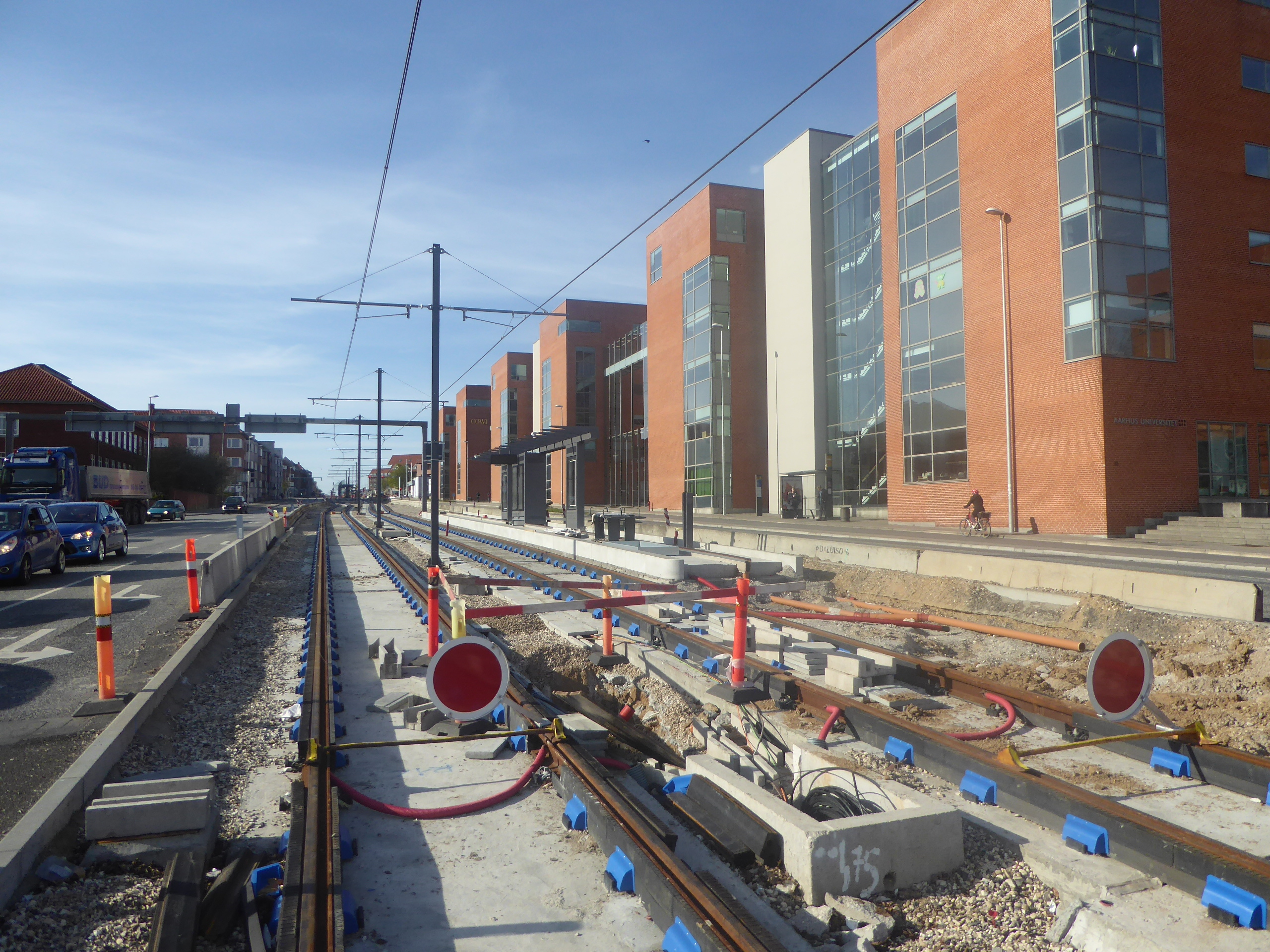
建設中のライトレール（2017年撮影）
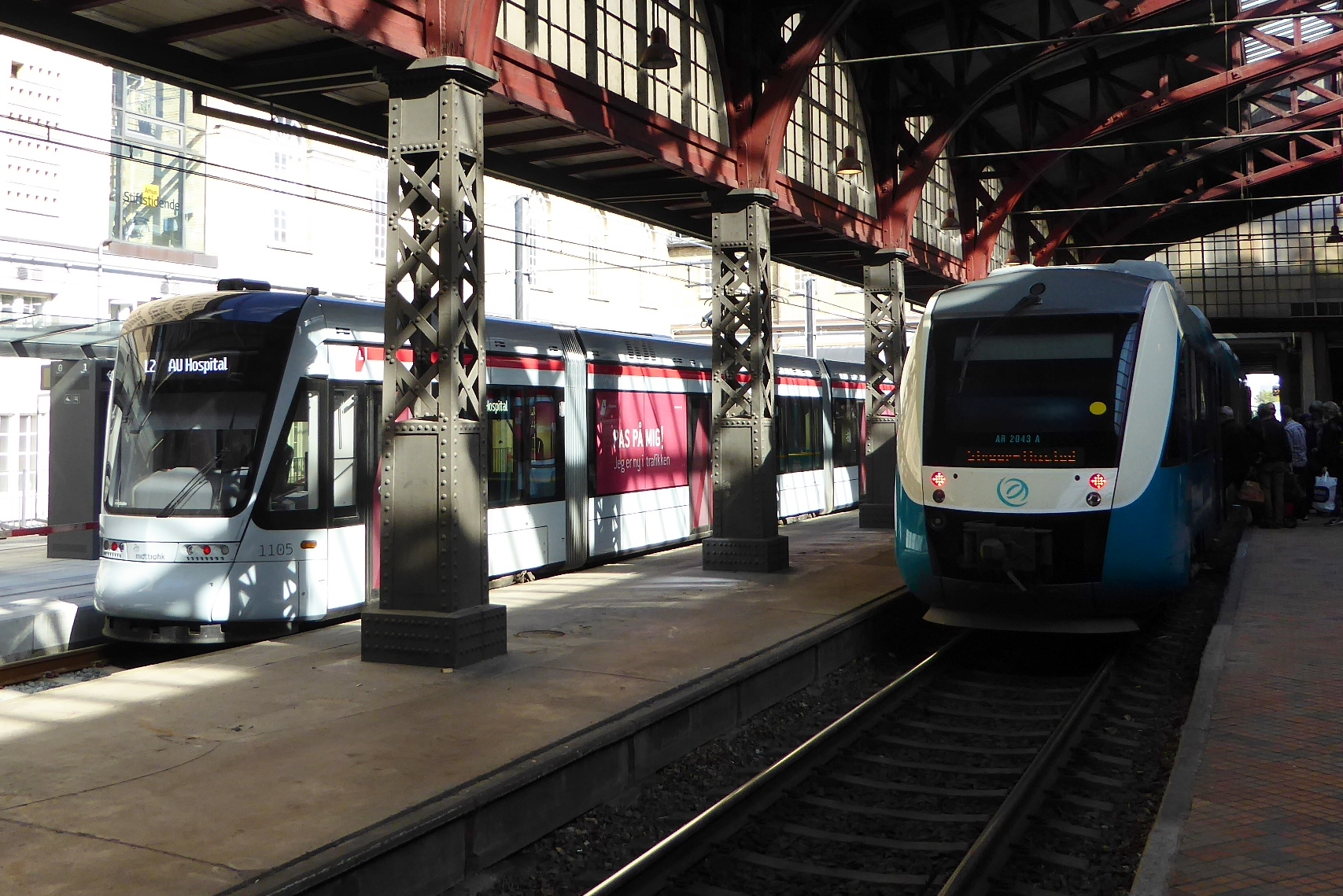
アリーヴァの旅客列車（右）と並ぶ試運転中のライトレール（左） （2017年撮影）

## 運用
前述の通り、2023年現在オーフス・ライトレールはオーフス市内を中心に全長110 kmの路線を有しており、市内中心部の12 kmの新設区間を除いて鉄道線を転換したものとなっている。これらの路線は2つの系統によって運行されており、そのうち「L1号線」はオーフス中央駅（Aarhus H）から北部のグレーノ方面へ、「L2号線」は南部のオッダー方面からオーフス中央駅を経由し市内中心部の新設区間を走行する系統である。2022年時点での各系統の経路は以下の通りである。

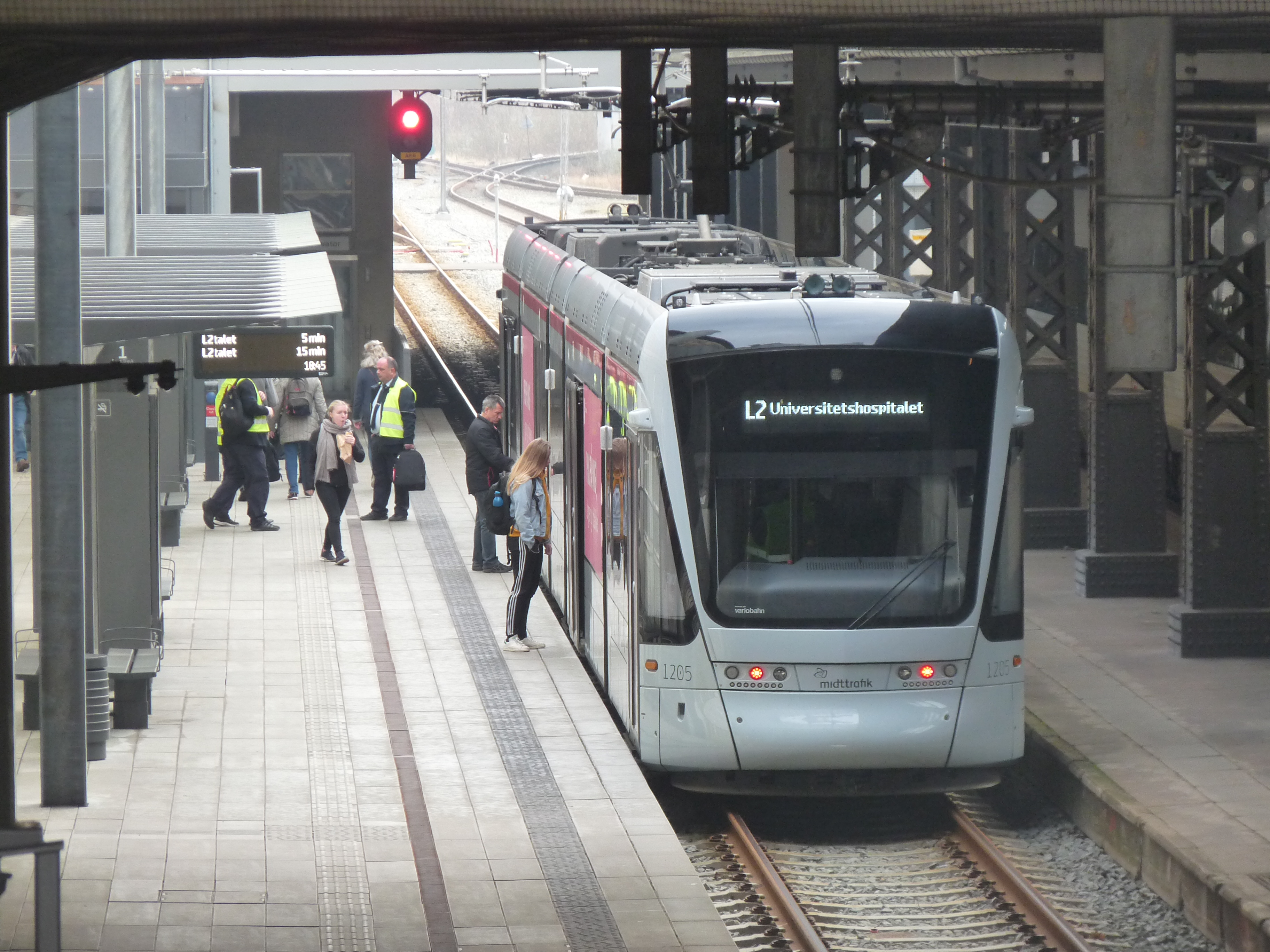
Aarhus H（2018年撮影）
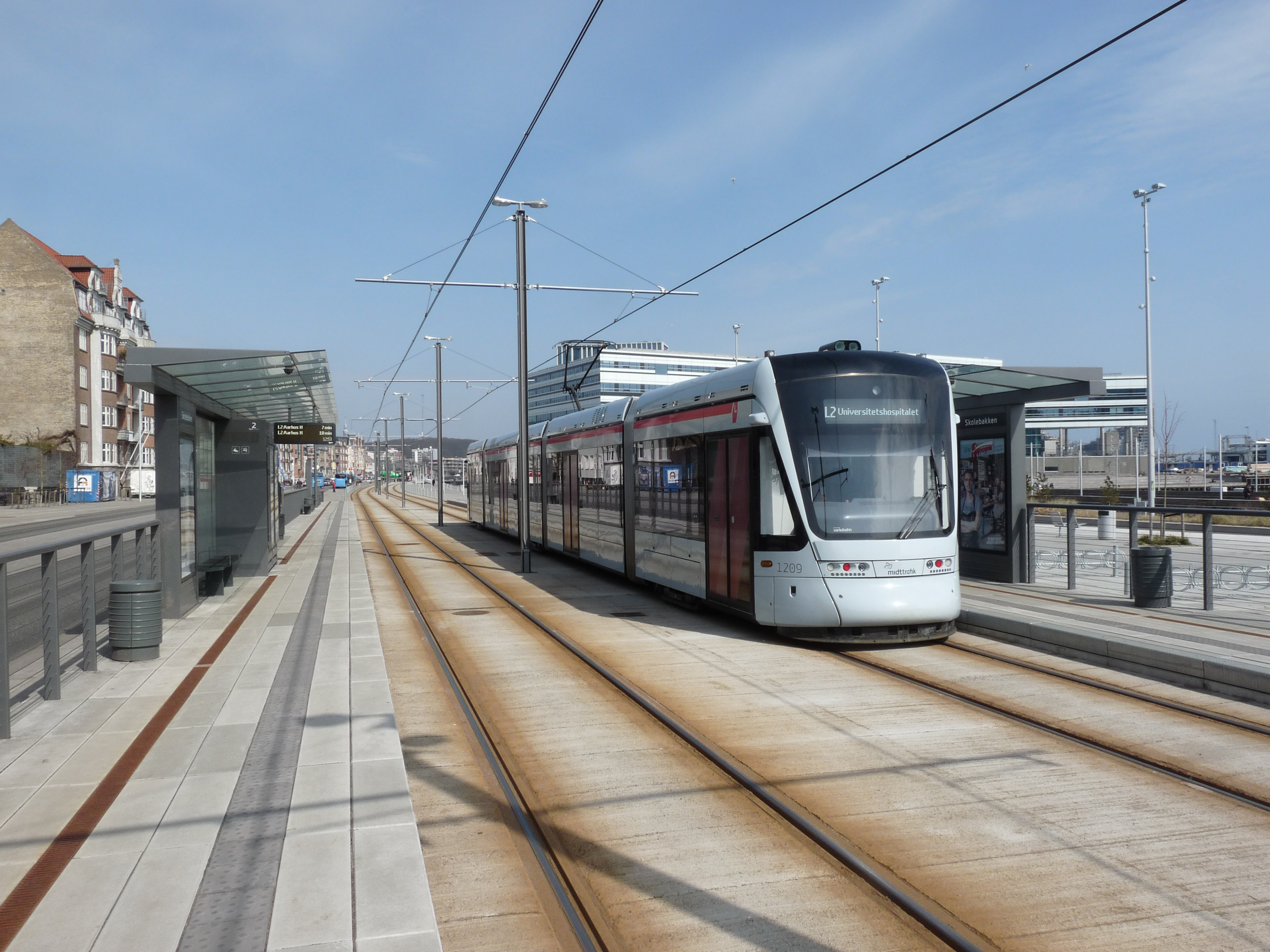
Skolebakken（2018年撮影）
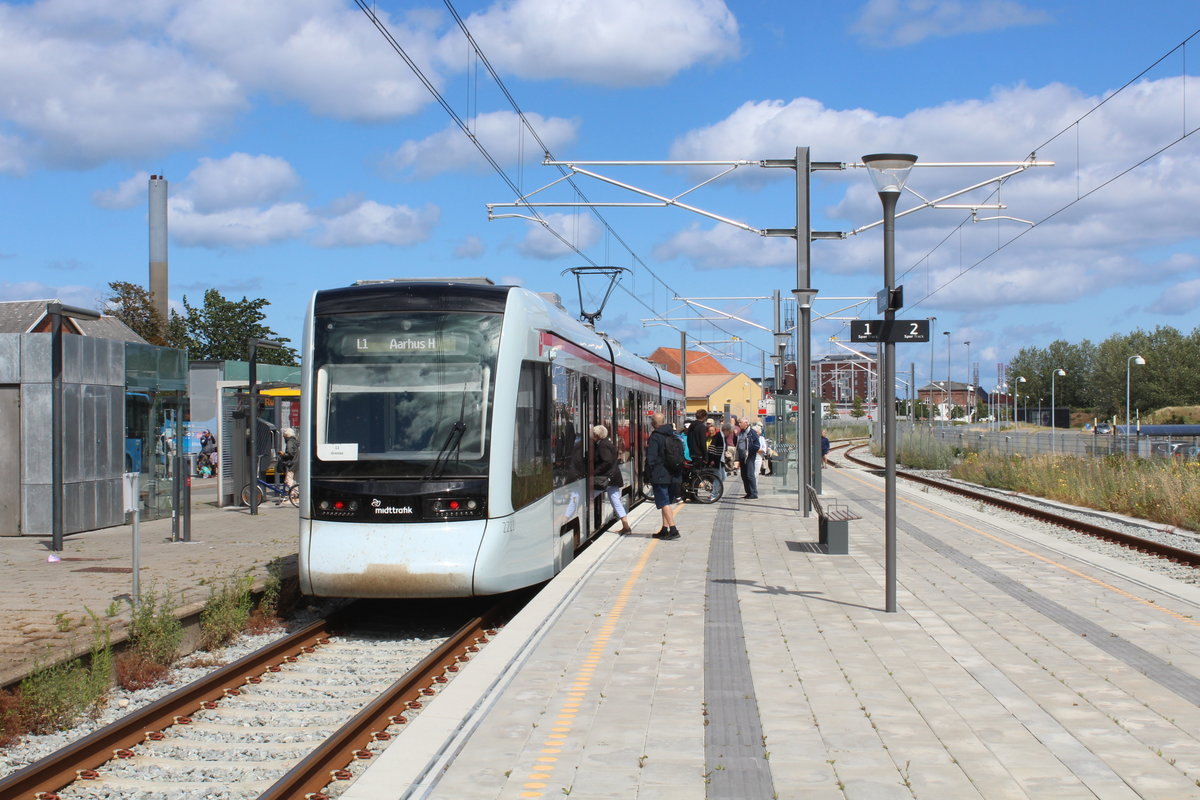
Grenaa（2019年撮影）
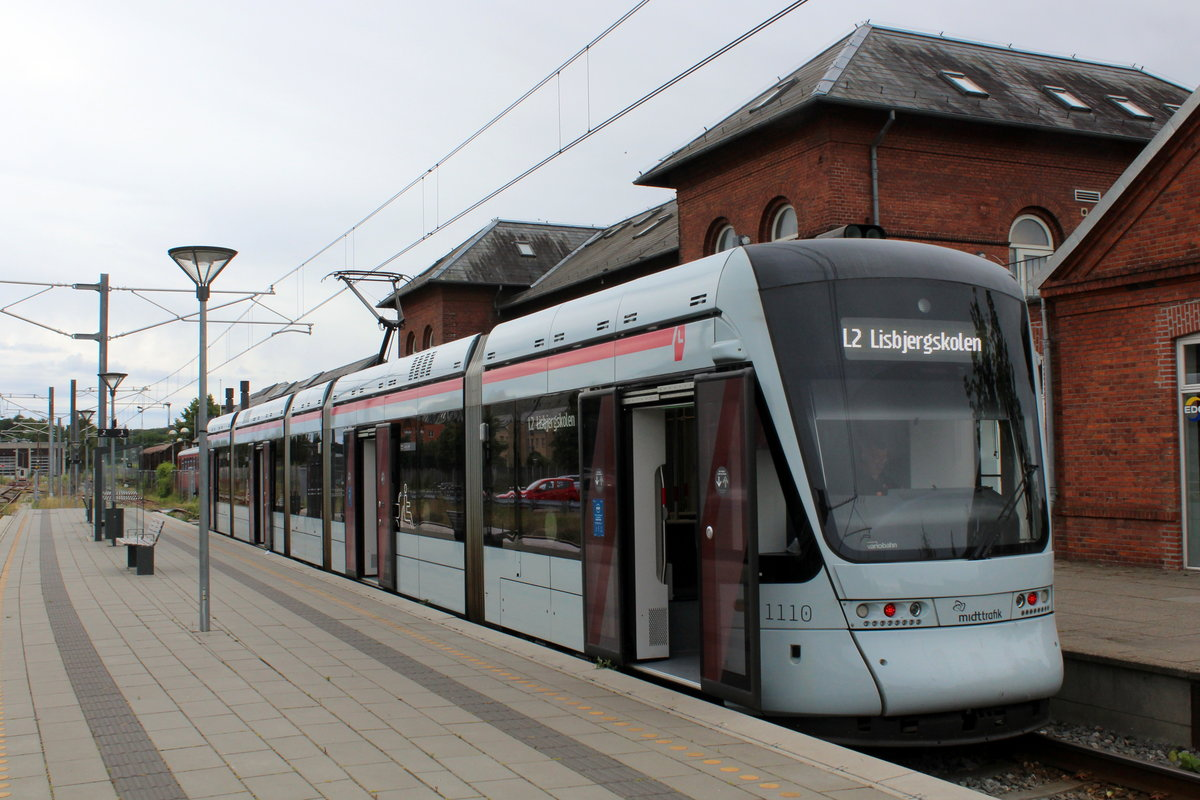
Odder（2020年撮影）
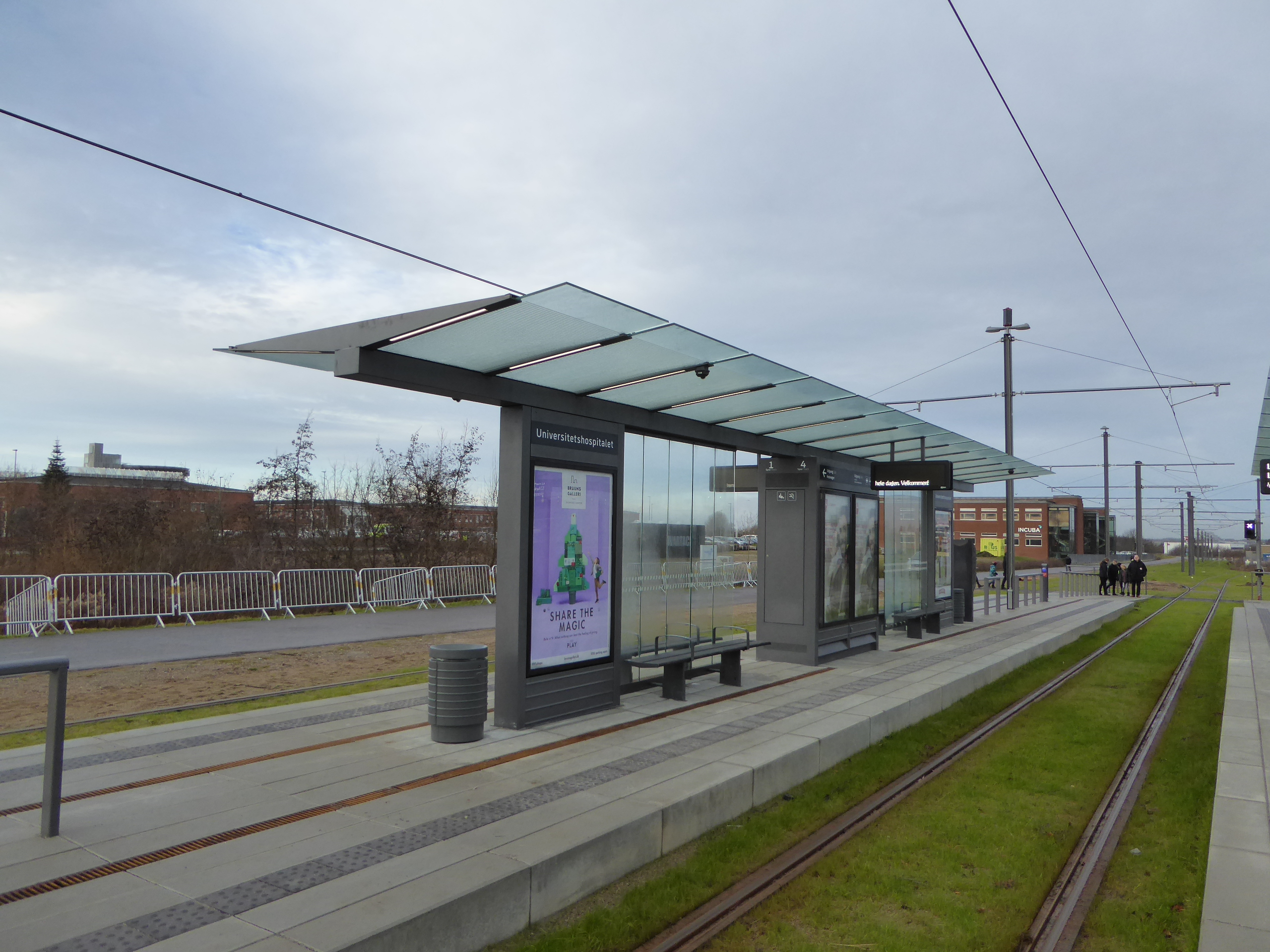
Universitetshospitalet（2017年撮影）
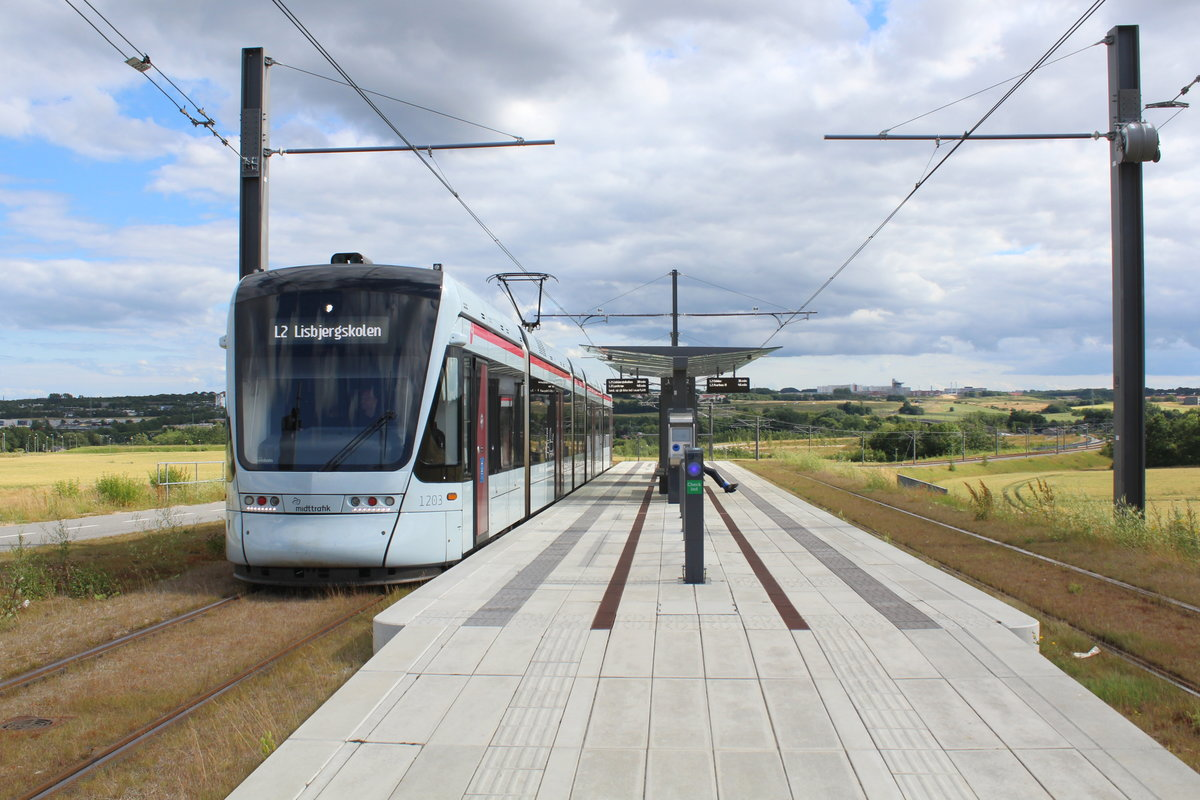
Lisbjerg Bygade（2020年撮影）
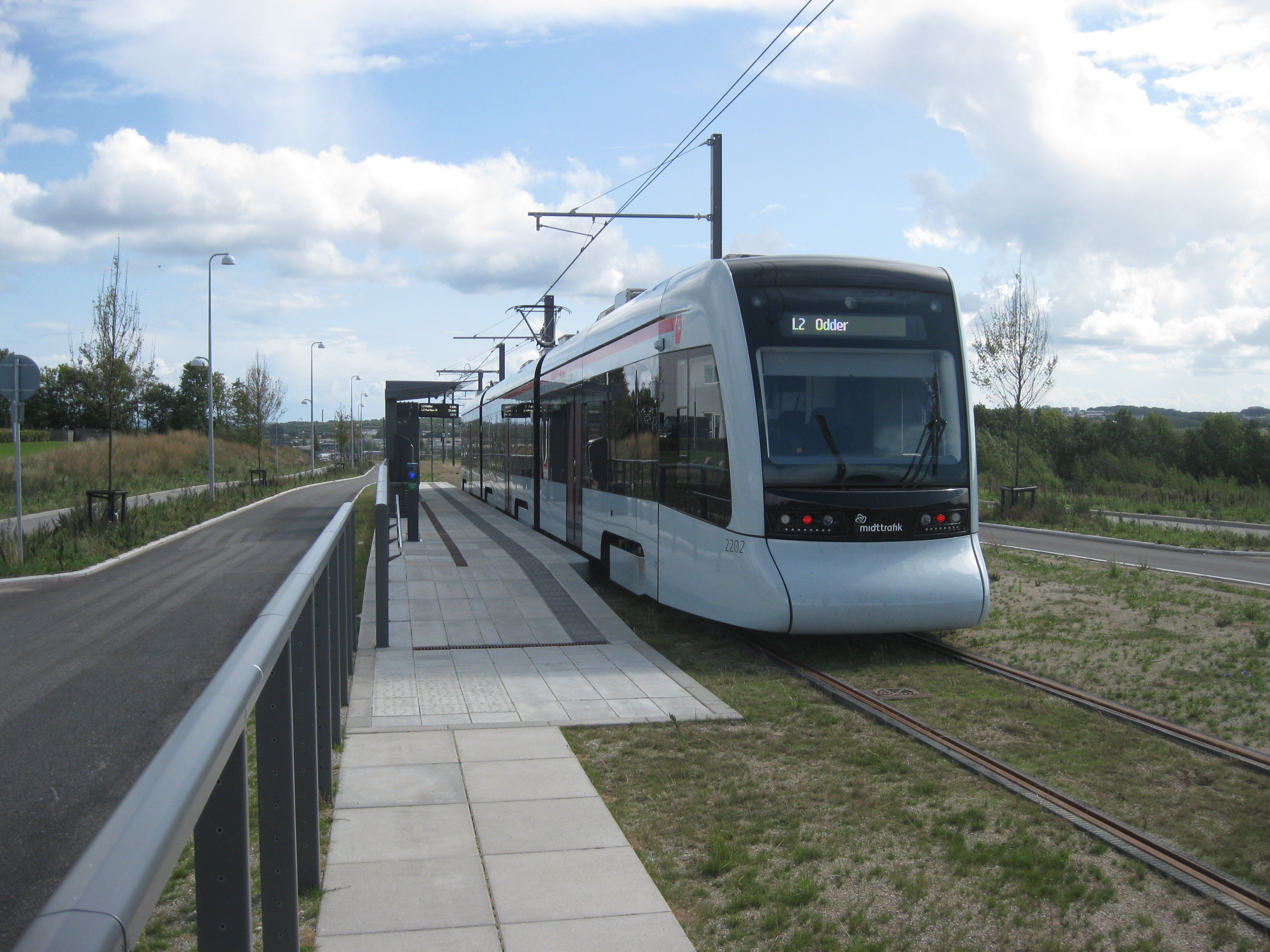
Lisbjergskolen（2018年撮影）

| 系統番号 | 経路                                                                                       | 主要車両     | 参考・備考  |
| -------- | ------------------------------------------------------------------------------------------ | ------------ | ----------- |
| L1       | Aarhus H - Skolebakken - Lystrup - Hornslet - Ryomgård - Grenaa                            | タンゴ       | [ 4 ] [ 5 ] |
| L2       | Odder - Aarhus H - Skolebakken - Universitetshospitalet - Lisbjerg Bygade - Lystrup        | バリオバーン | [ 4 ] [ 5 ] |
| L2       | Odder - Aarhus H - Skolebakken - Universitetshospitalet - Lisbjerg Bygade - Lisbjergskolen | バリオバーン | [ 4 ] [ 5 ] |

## 車両

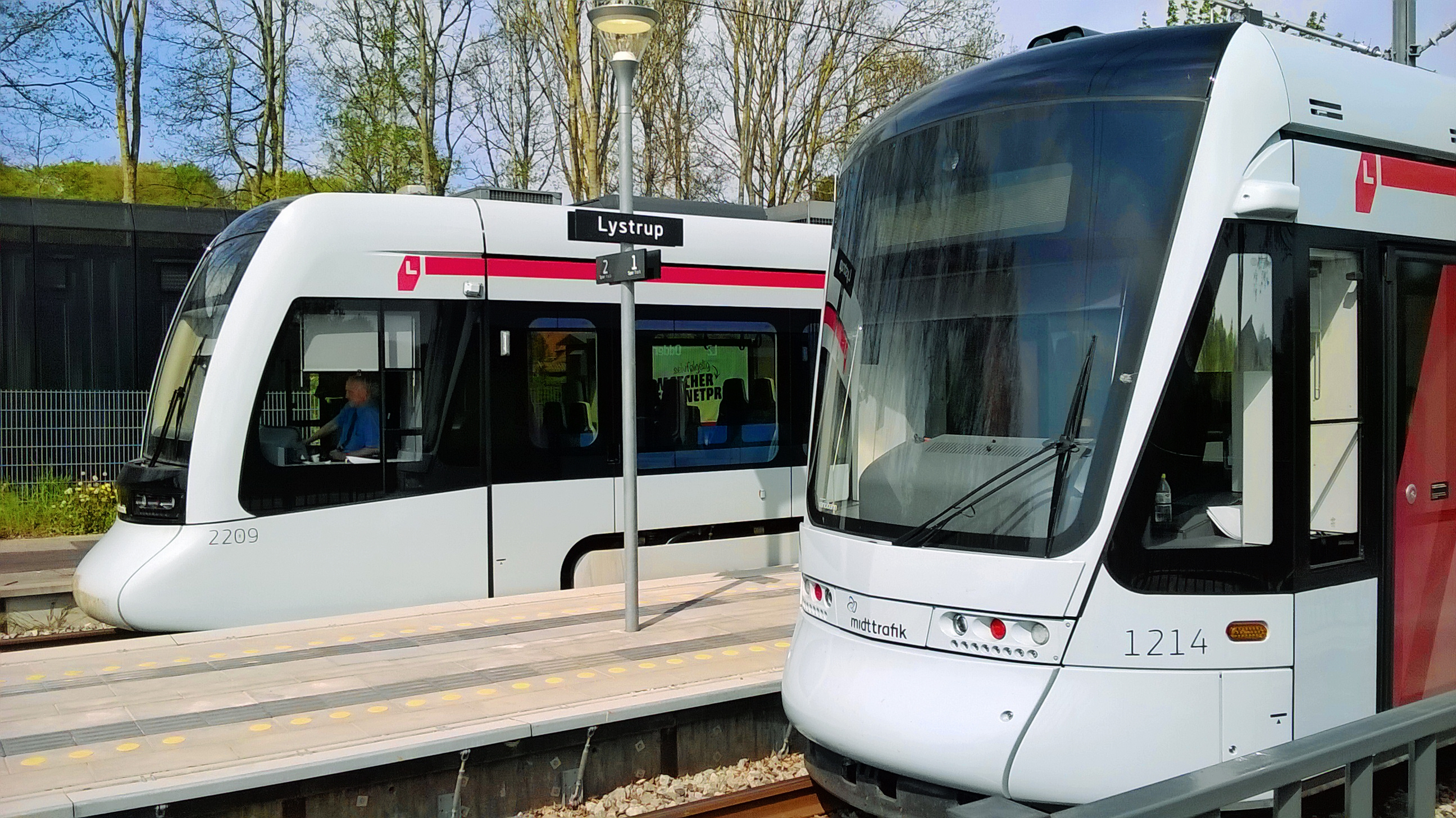
オーフス・ライトレールの車両
左：タンゴ、右：バリオバーン
（2019年撮影）

オーフス・ライトレールで使用されているのは、スイスのシュタッドラー・レールが展開している以下の2種類の車両である。両車種ともバリアフリーに適した低床構造を有し、塗装は青みがかった灰色を地色に窓周りは黒色、乗降扉や車体上部は赤色で統一されている。
車両番号については車両の方向によって異なる数値が書かれており（1101/1201、2101/2201等）、4桁の数値のうち左から1桁目の数字が「1」の車両は中距離系統用の「バリオバーン」、「2」の車両は長距離系統用の「タンゴ」である。

### バリオバーン

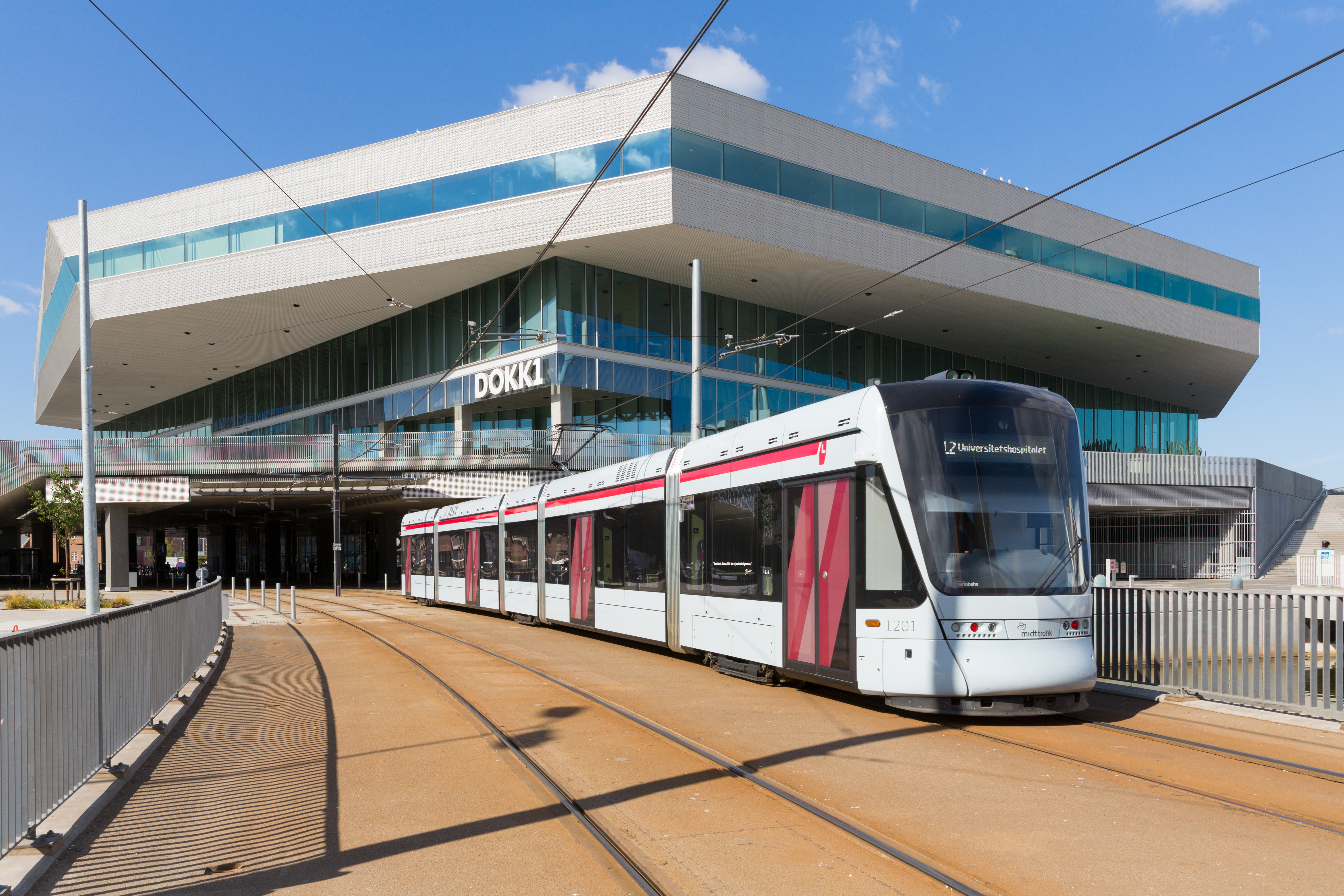
バリオバーン
（2018年撮影）

ドイツ・ベルリンに存在するシュタッドラー・レールの工場で生産される、車内全体の床上高さを抑えた超低床電車。全長32 mの両運転台・両方向型の5車体連接車で、ステンレス鋼製の車体にはモジュール構造が採用されている。車内にはフリースペースの他、冷暖房やwi-fiに対応した設備が完備されている。車体設計については先にノルウェーのベルゲンに導入された同型車両が基になっており、オーフス・ライトレールの条件に合わせた技術的な仕様変更が行われている。2023年時点で14両が在籍し、L2号線に用いられている。

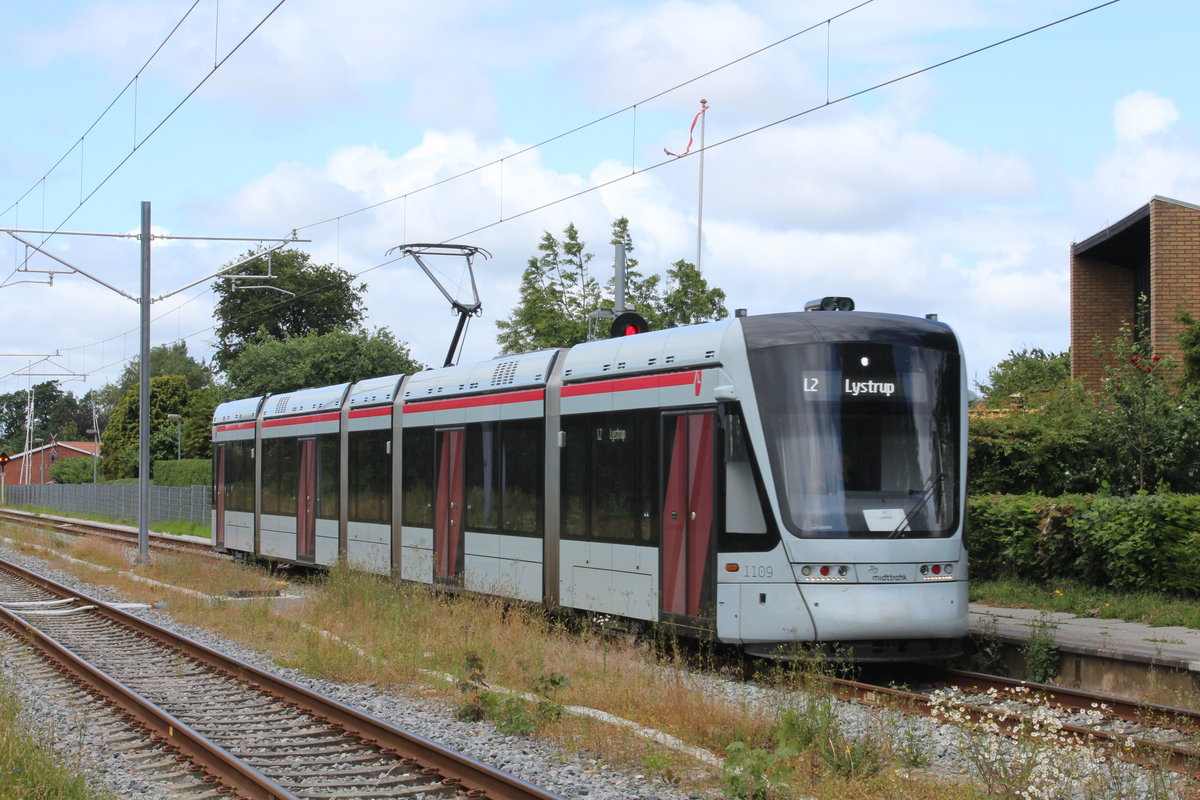
専用軌道を走行するバリオバーン（2019年撮影）
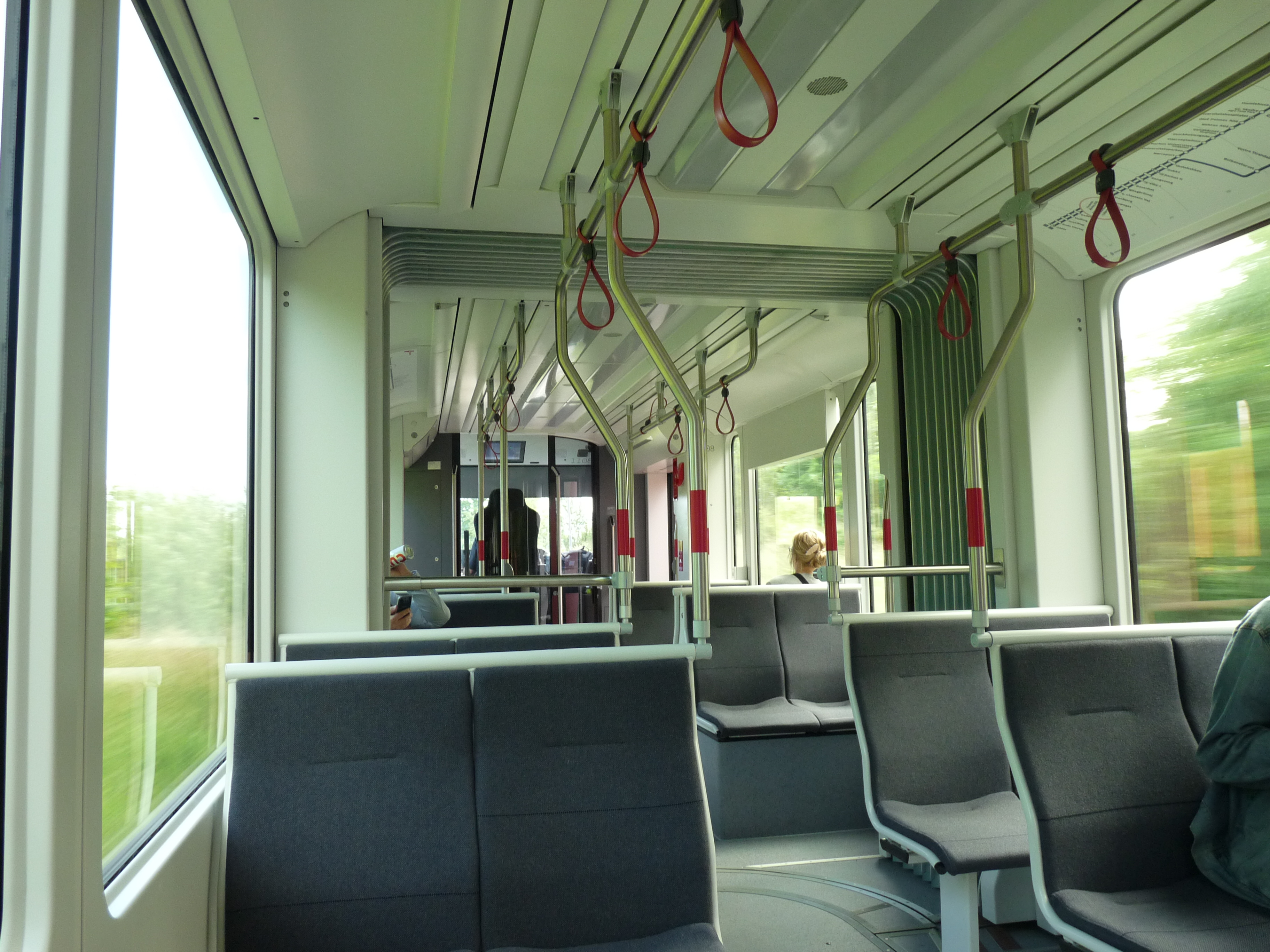
車内（2019年撮影）
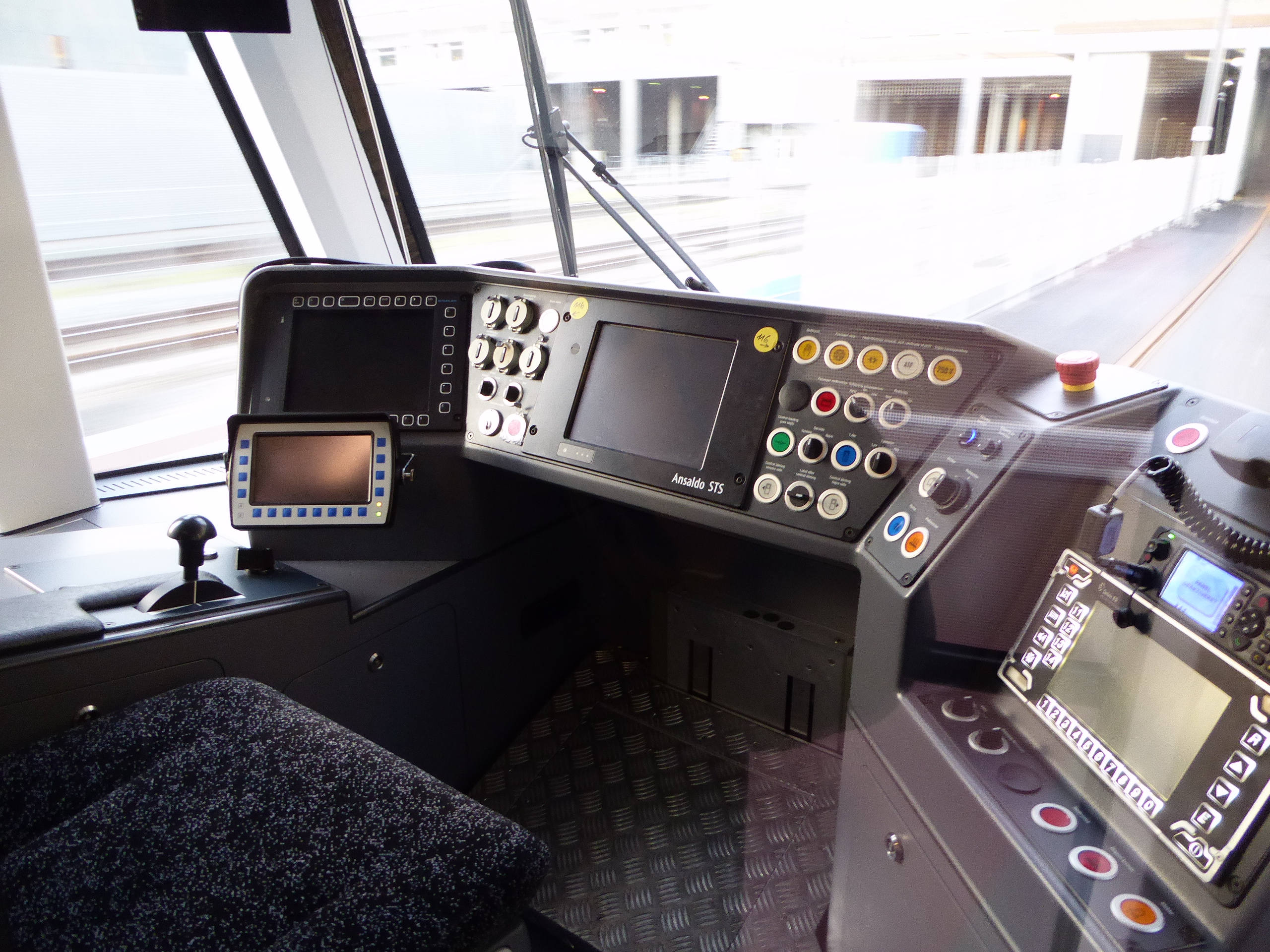
運転台（2017年撮影）

| 車種名       | 製造開始年 | 総数     | 軌間    | 編成        | 運転台       | 対応電圧 | 参考                      |
| ------------ | ---------- | -------- | ------- | ----------- | ------------ | -------- | ------------------------- |
| バリオバーン | 2016       | 14両     | 1,435mm | 5車体連接車 | 両運転台     | 直流750V | [ 5 ] [ 3 ] [ 20 ] [ 21 ] |
| バリオバーン | 2016       | 全長     | 全幅    | 全高        | 床面高さ     | 空車重量 | [ 5 ] [ 3 ] [ 20 ] [ 21 ] |
| バリオバーン | 2016       | 32,560mm | 2,650mm | 3,540mm     | 350mm        | 41.9t    | [ 5 ] [ 3 ] [ 20 ] [ 21 ] |
| バリオバーン | 2016       | 最高速度 | 定員    | 定員        | 主電動機出力 | 車両出力 | [ 5 ] [ 3 ] [ 20 ] [ 21 ] |
| バリオバーン | 2016       | 最高速度 | 着席    | 立席        | 主電動機出力 | 車両出力 | [ 5 ] [ 3 ] [ 20 ] [ 21 ] |
| バリオバーン | 2016       | 80km/h   | 84人    | 132人       | 45kw         | 360kw    | [ 5 ] [ 3 ] [ 20 ] [ 21 ] |
| 脚注         | 1. 2.      | 1. 2.    | 1. 2.   | 1. 2.       | 1. 2.        | 1. 2.    | 1. 2.                     |

### タンゴ

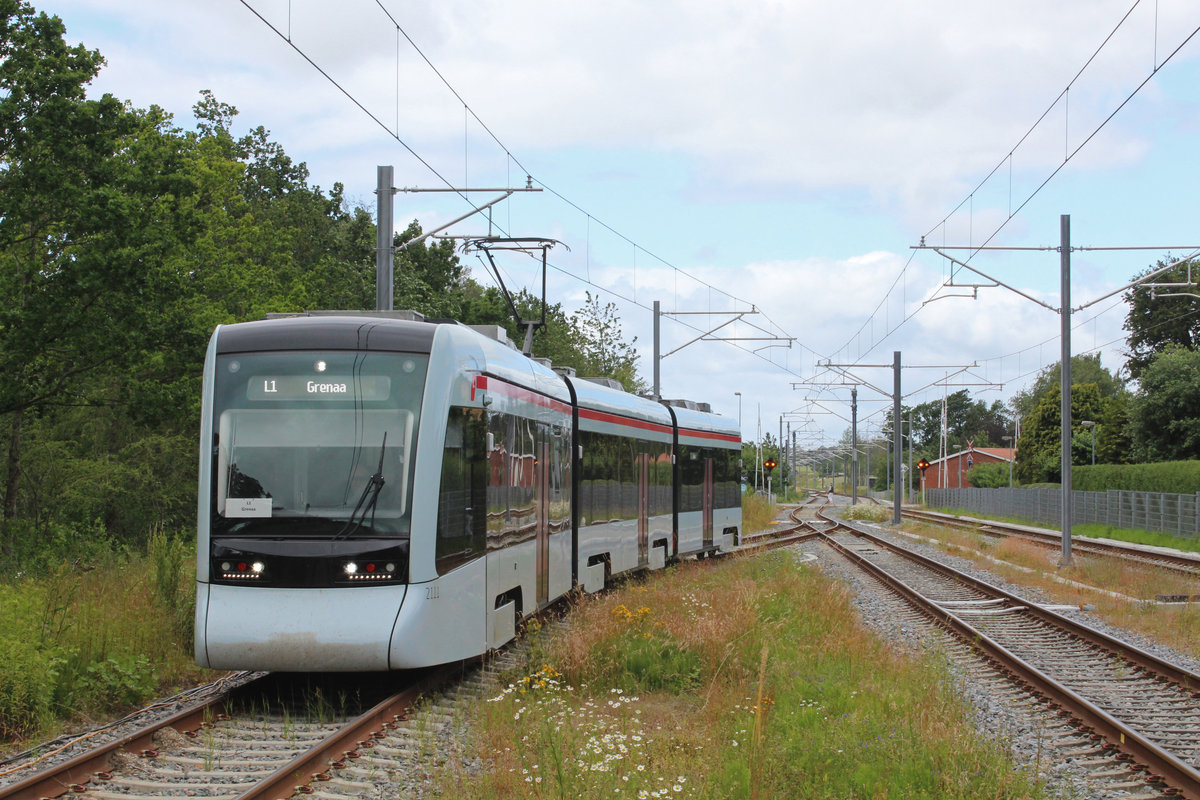
タンゴ
（2019年撮影）

スイス・アルテンハインの工場で生産が行われているライトレール向けの電車。そのうちオーフス・ライトレール向けの3車体連接車は台車の回転軸を低い位置とする、主電動機を始めとした駆動装置を台車の外側に取り付けるなどの構造上の施策により、回転軸を備えた台車を用いながらも車内全体の床上高さを390 mmに抑え段差がない100 %低床構造が実現している。最高速度はバリオバーンよりも速い100 km/hで座席数も多く、長距離運用に適した構造になっているのが特徴で、安全基準も欧州の鉄道規格に基づいたものになっている。2018年の延伸に合わせて営業運転を開始し、2023年現在は12両が在籍しており、主にL1号線で使用されている。

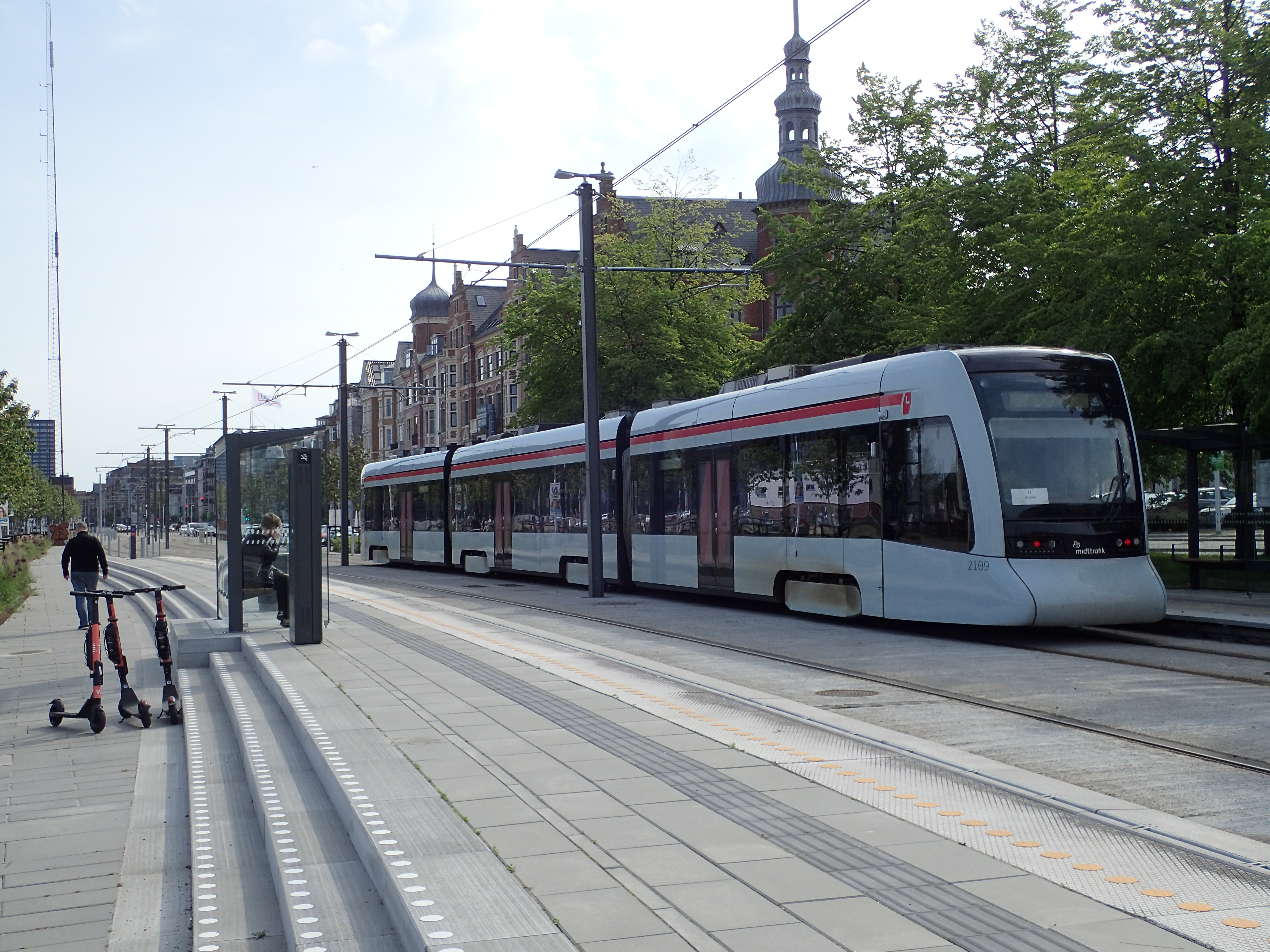
併用軌道を走行するタンゴ（2019年撮影）
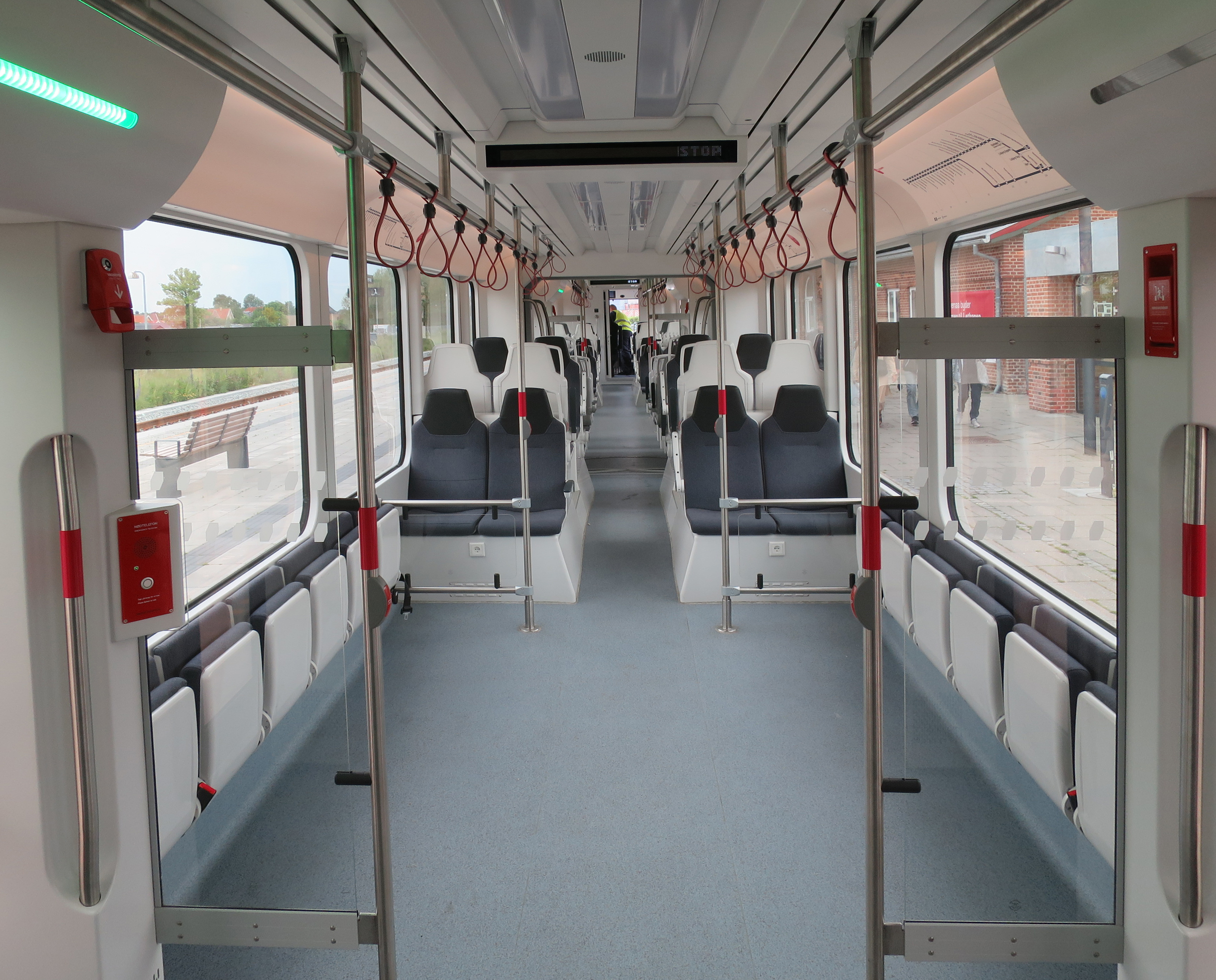
車内（2019年撮影）

| 車種名 | 製造開始年 | 総数     | 軌間    | 編成        | 運転台       | 対応電圧 | 参考               |
| ------ | ---------- | -------- | ------- | ----------- | ------------ | -------- | ------------------ |
| タンゴ | 2017       | 12両     | 1,435mm | 3車体連接車 | 両運転台     | 直流750V | [ 5 ] [ 3 ] [ 20 ] |
| タンゴ | 2017       | 全長     | 全幅    | 全高        | 床面高さ     | 空車重量 | [ 5 ] [ 3 ] [ 20 ] |
| タンゴ | 2017       | 39,987mm | 2,650mm | 3,650mm     | 390mm        | 50.2t    | [ 5 ] [ 3 ] [ 20 ] |
| タンゴ | 2017       | 最高速度 | 定員    | 定員        | 主電動機出力 | 車両出力 | [ 5 ] [ 3 ] [ 20 ] |
| タンゴ | 2017       | 最高速度 | 着席    | 立席        | 主電動機出力 | 車両出力 | [ 5 ] [ 3 ] [ 20 ] |
| タンゴ | 2017       | 100km/h  | 108人   | 148人       | ？           | 440kw    | [ 5 ] [ 3 ] [ 20 ] |
| 脚注   | 1. 2.      | 1. 2.    | 1. 2.   | 1. 2.       | 1. 2.        | 1. 2.    | 1. 2.              |

## 関連項目

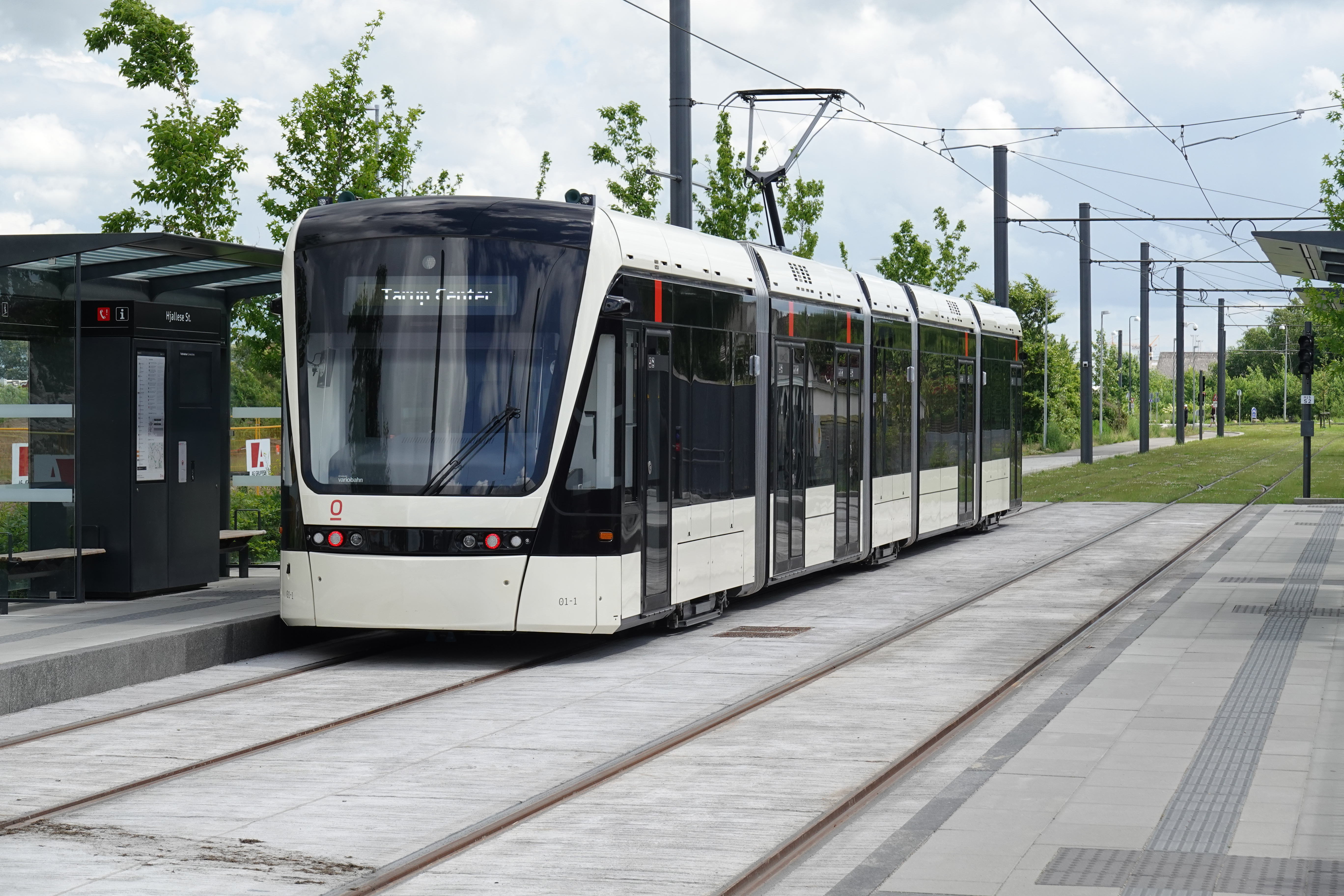
オーデンセ・ライトレール（2022年撮影）
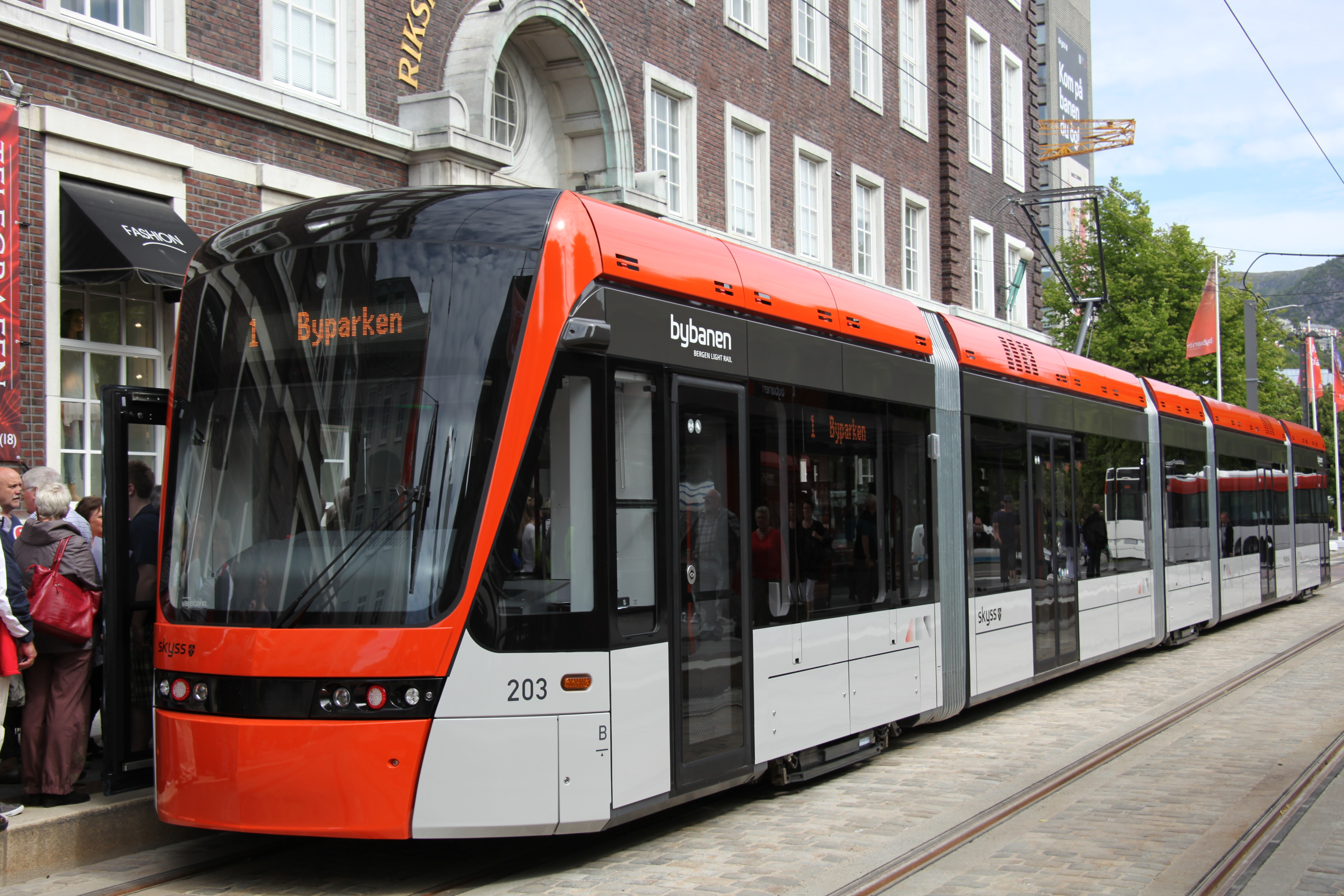
ベルゲン・ライトレール（2010年撮影）

## 今後の予定
オーフス・ライトレールの建設計画には、2023年時点で営業運転が行われている第1段階に加え、第2段階（etape 2）と位置付けられている新規路線の敷設が含まれている。これは第1段階の路線から分岐・延伸し、ブラブランド（Brabrand）やヒネラップ（Hinnerup）、再開発地域のオーフス・ドックランズ（Aarhus Ø）へ向かう各路線で構成されており、2017年時点では詳細なルートの検討が行われている段階にある。